# 賈斯汀·提姆布萊克
賈斯汀·蘭德爾·提姆布萊克（英語：Justin Randall Timberlake，1981年1月31日—），生於美國田纳西州，是童星出身的美國創作歌手、演員及企業家，知名男子團體“超級男孩”的隊長。
在超級男孩解散之後，賈斯汀開始了單飛活動，2002年推出首張個人專輯《愛你無罪》，該專輯在全世界銷量超過700萬張。2006年發行第二張個人專輯《愛 未來式》，專輯的巨大成功讓賈斯汀進一步成為世界巨星。時隔七年後，2013年發行的第三張個人專輯《傲視天下》仍然人氣爆棚，創下他單飛以來最高的專輯首周銷量紀錄。他曾獲得10座葛萊美獎、9座告示牌音樂獎，包括兩屆“最佳流行男歌手”。同时他大力拓展个人版图，投资众多，华语圈粉丝暱称他為“贾老板”或“大賈斯汀”。

## 家庭生活
賈斯汀出生在田纳西州的孟菲斯圣犹达儿童研究医院，父亲是Randall Timberlake，母亲是Lynn。他的祖先Charles是英国人，是美国浸信会的一位神职人員。因此賈斯汀从小就深受浸信会信仰熏陶。
賈斯汀的父母在1985年离婚，之后个別都有再婚。母亲在他五岁时嫁给了一位銀行家（Paul Harless）。她现在也帮賈斯汀经营娱乐公司「JustinTime Entertainment」。他擔任唱诗班指挥的父親在和Lisahas再婚后又拥有了两个孩子，分別是出生於1993年的Jonathan，與出生于1998年的Stephen。他还有一个同父异母的妹妹叫Laura Katherine，可惜的是她在1997年出生后不久便夭折了。賈斯汀為此曾特別在自己的唱片感谢词中以「My Angel in Heaven」来称呼他的妹妹。
2012年10月19日，賈斯汀与潔西卡·貝兒结婚。2015年長子誕生。2020年7月，次子誕生。

## 音樂生涯

### 早期
賈斯汀成长於孟菲斯北部一个叫米林頓的小城，他首次在歌唱方面崭露头角是在一个叫《Star Search》的电视节目中，那时他以「Justin Randall」為名参加并演唱了一些乡村风格的歌曲。1993年，他成功從5000多个參選者中脱颖而出，加入了電視節目《米老鼠俱乐部》，直到該節目於1994年停播為止，在那他結識了未來的女友布蘭妮·斯皮爾斯、之後成名的克莉絲汀·阿奎萊拉，以及日後的组合搭档JC Chasez。1995年，賈斯汀受到男子音樂組合經紀人羅·佩爾曼招攬，成為團員。

### 超級男孩
年少的賈斯汀在「米老鼠俱乐部」节目停办后回到孟菲斯，而他在去了納什維爾不久之後，便马上和JC Chasez一起錄製了一些试唱帶，以寻求出唱片的机会。1995年，賈斯汀終于接到了改变他一生的电话。
一名在奧蘭多的環球影城的表演者Chris Kirpatrick，当时他正想组成一个乐队。於是通过一个代理人，他找到了賈斯汀，并和他谈了相關事宜。賈斯汀立即抓住了这个机遇，也推荐了JC Chasez。三人并再夥同其他成員，組成了男子團體「超級男孩」（'N Sync）。
- 註：團體時期介紹，請詳見「超級男孩」條目

在超級男孩的专辑中，賈斯汀有机会证明他不仅擁有帥氣脸蛋與歌聲，还具有創作词曲的才華。当这位卷发的主唱出現在不计其数的杂志封面，他成了全世界最受人注目的人之一。賈斯汀出演的首部电影是2000年由華特迪士尼公司出品的《Model Behavior》，之后他也客串了2001年电影《On the Line》。
在超級男孩的第三张专辑《Celebrity》中，賈斯汀写了六首歌，有三首成为了热门单曲。其中最成功的是具有感染力的舞曲《Pop》，而賈斯汀向大眾展示過的節奏口技功力也为这支单曲锦上添花。
在超級男孩的演唱會「Celebrity Tour」结束后，五位成员决定各自休息一下。

### 华丽单飞
然而作为一个表演者，賈斯汀并不喜欢闲下來，他希望能发一张个人专辑。2002年8月，在经过数月的录音籌備之后，賈斯汀在MTV音樂錄影帶大獎上首次表演了他的新单曲〈Like I Love You〉。这支率先打头阵的电台播放冠军单曲，由海王星樂團（The Neptunes）操刀制作。賈斯汀表示：“我知道这并非一张让人一听即上瘾的作品，你得听上几遍才能深入其境。我觉得这首歌是最值得发表的作品，因为它树立了这张专辑的风格。是首绝对的节奏蓝调作品，有着嘻哈的元素，但同时也带有摇滚的感觉。”这首歌曲在告示牌單曲榜最高成绩为第11名。之后賈斯汀在2002年11月5日正式推出了单飞的首张专辑《愛你無罪》。
在拥有超級男孩这样一个强势后盾做为背书的情形下，賈斯汀本大可轻松地照本宣科，将超级男孩那赢得全盘胜利的音乐公式照抄带入个人专辑中，然而賈斯汀表示：“我不想在五年后回顾过往，后悔今天没有尝试一些与众不同的东西。”也因此歌迷得以在賈斯汀的首张个人作品中，感受到他尝试的多样化音乐元素，尽管当时他年仅21岁，但其音乐触角却已朝全方位发展。賈斯汀也說道：“我并未刻意要创作出某些新的声音，只是写下我渴望听见的东西，并且自过去取得灵感。”而他也藉由亲自参与专辑中收录的13首作品，再次证明他在创作方面的天赋。
《愛你無罪》发行首周就登上美国“Billboard 200”专辑榜亚军。在英国則先是首周打入第六名，在三首暢銷單曲〈Like I Love You〉、〈Cry Me A River〉、〈Rock Your Body〉的接連攻势下，1月首度在榜首蝉连两周，2月、5月、6月又多次抢回排行王座，总计《愛你無罪》专辑前后共七度占领榜首，成為当年英国歌坛最畅销专辑。
賈斯汀的表现也獲得全美MTV音乐奖肯定，〈Cry Me A River〉获得“最佳流行录影带”、“最佳男歌手”，此外又以〈Rock Your Body〉赢得“最佳舞曲”，成为当年VMA的最大赢家。9月贾斯汀以白人的身份击败亚香缇、碧昂丝等强劲对手，得到英国黑人音乐MOBO音乐奖的“最佳R&B艺人”肯定。之后，他也在全美人气指标的「青少年选择奖」奪下三座大奖，更击败贝克汉姆成為「Company」雜誌票選的“全球最性感男人”榮譽。
在2003年的告示牌年终榜，賈斯汀獲得“最畅销新进艺人”、“最热门主流艺人”及“最热门舞曲艺人”三大类别统计总冠军。之后在2004年《愛你無罪》还为他赢得两座格莱美奖的“最佳流行男歌手”及“最佳流行演唱专辑”。賈斯汀通过这张专辑成功的从男孩团体时代中顺利脱颖而出，成为当代歌坛炙手可热的音乐金童。
2003年夏天，他和兒时伙伴克莉絲汀·阿奎萊拉一起踏上了「Justified/Stripped Tour」的路程。几天后他也推出了和黑眼豆豆合作的单曲〈Where Is The Love〉。其所屬的唱片公司不希望他過於频繁的参与其他活动，因为這可能会使他無法把精力集中于自己专辑的制作；尽管如此賈斯汀还是频繁的与黑眼豆豆合作演出（包括2003年的MTV歐洲音樂大獎）。在2003年末，賈斯汀为麦当劳录制了一首名叫〈I Lovin` It〉的广告歌。这笔交易使賈斯汀获得了大约六百万美金的收入。

### 合作与表演
在2004年超級盃事件后，賈斯汀暫時將歌唱事业搁在一边，把更多精力投入到了演戏方面。賈斯汀一直在寻找更有深度與內涵的角色。他选择的第一个角色是在一部名叫《Edison Force》的惊悚电影中，扮演一名新闻记者。这部电影在2004年拍摄完成，并在2006年7月18日发行DVD。之后他又相继出演了《終極黑幫》（Alpha Dog）、《危險性追緝》、《南方傳奇》，并在《史瑞克》中为亞瑟王子（Arthur）配音。他还在一个献给艾爾頓·強的歌曲〈This Train Don't Stop There Anymore〉的音樂錄影帶中，扮演年轻时的艾爾頓·強。
与此同时，賈斯汀也继续和其他艺人保持合作关系。在〈Where Is The Love〉之后，他又再度和黑眼豆豆合作了一首名为〈My Style〉的歌，收入在他们2005年的专辑《Monkey Business》中。此外他也与饶舌歌手尼力（Nelly）合作單曲〈Work It〉，其混音版收錄在尼力2003年發行的混音专辑中。2005年則与史努比狗狗（Snoop Dogg）合作单曲〈Signs〉。但在這之后，他觉得自己嗓子出了点问题，检查后发现聲帶里有长了一个小肿瘤，因此他在2005年5月5日进行了声带手术，結果相當成功（但賈斯汀被建议在接下来的几个月中不要唱歌和大声说话）。

### 愛 未來式
2005年夏天，賈斯汀宣布自己的唱片公司「JayTee Records」正式开张。
2006年9月12日，賈斯汀發行了他的第二張录音室专辑《愛 未來式》，在專輯榜上奪冠。根據《SoundScan》雜誌報導，《愛 未來式》成為iTunes Store歷史上預購量最大的專輯，並且打破數位音樂專輯單週的銷售數字，一週內賣出超過66,698張；在此之前的記錄保持人是酷玩樂團（Coldplay）。第一主打單曲〈SexyBack〉不僅在單曲榜上排名第一，並在榜首維持了七週。第二支單曲〈My Love〉与饶舌歌手T.I.合作，仍在單曲榜排名第一。第三支單曲〈What Goes Around... Comes Around〉的創作靈感來自賈斯汀朋友的分手經歷。
這段期間賈斯汀也主持了許多音樂活動，包括2006年的MTV歐洲音樂大獎。同年12月16日，賈斯汀第二次擔任主持人，身兼《週六夜現場》（SNL）主持人及音樂嘉賓。

### 回归乐坛
2013年贾斯汀开始着手录制新歌。他说从2012年7月他以“心无束缚和目标”的心态开始着手准备这张专辑。他的第三张录音室专辑《傲視天下》将通过RCA Records发售2013年1月14日，贾斯汀發表与Jay-Z合作的新专辑首张单曲《Suit & Tie》。
在阔别演唱会舞台4年之久后，贾斯汀出现在第四十七屆超級盃前夜的现场。他已计划在新奥尔良于2月2日的《週六夜現場》节目上演出。2月10日，贾斯汀在第55届格莱美奖与Jay-Z合作演出《Suit & Tie》。
前两首单曲已经陆续获得全球各国排行冠军或前五名，发行首周空降美、英等近20国冠军，不仅《Mirrors》获得英国单曲榜三连冠，专辑本身在美国的首周销量达到了惊人的980,000张，再创单飞后的个人业绩新高。专辑首发后，全球首周更以1,560,000張創下2013年專輯銷售榜冠軍，是繼Lady Gaga的《Born This Way》、Adele的《21》及Taylor Swift的《Red》後，第四張創下全球一周下百萬大關的專輯。同時联合Jay-Z和Timbaland的全新巡演“The Legend of Summer”也随之启动。
賈斯汀于2017年10月22日在电视节目中宣布，他将在第五十二届超級碗的中场表演中演出。

## 作品

### 超級男孩時期作品
專輯
1. 超級男孩（*NSYNC） - 1998年3月24日
2. Home for Christmas - 1998年11月10日
3. The Winter Album - 1998年3月17日（僅在歐洲發行，與在美國發行的《Home for Christmas》專輯相同）
4. 振翅高飛（No Strings Attached） - 2000年3月21日
5. 威震八方（Celebrity） - 2001年7月24日

### 個人專輯
| 專輯資訊 |
| --- |
| 《愛妳無罪》（Justified） - 發行日期：2002年11月5日（台灣：2003年10月3日） - 排行榜名次：#2 U.S. #1 U.K. - 美國銷售量：3,825,770 - 全球銷售量：12,000,000 - RIAA認證：3張白金唱片             |
| 《愛 未來式》（FutureSex/LoveSounds） - 發行日期：2006年9月12日（台灣：2006年9月19日） - 排行榜名次：#1 U.S. #1 U.K. - 美國銷售量：4,445,738 - 全球銷售量：15,000,000 - RIAA認證：5張白金唱片 |
| 《傲視天下》（The 20/20 Experience） - 發行日期：2013年3月19日 - 排行榜名次：#1 U.S. #1 U.K. - 美國銷售量：3,500,000 - 全球銷售量：6,000,000 - RIAA認證：2張白金唱片                          |
| 《傲視天下二部曲》（The 20/20 Experience - 2 of 2） - 發行日期：2013年9月27日 - 排行榜名次：#1 U.S. #2 U.K. - 美國銷售量：2,000,000 - 全球銷售量：3,000,000 - RIAA認證：1張白金唱片           |
| 《威震大地》（Man of the Woods） - 發行日期：2018年2月2日 - 排行榜名次：#1 U.S. #2 U.K. - 美國銷售量：1,000,000 - 全球銷售量： - RIAA認證：1張白金唱片                                        |

### 單曲
| 年份       | 單曲                             | 銷售      | 排行名次     | 排行名次 | 排行名次 | 排行名次 | 排行名次 | 排行名次 | 專輯         |
| 年份       | 單曲                             | 銷售      | U.S. Hot 100 | U.S. R&B | UK       | AUS      | GER      | UWC      | 專輯         |
| ---------- | -------------------------------- | --------- | ------------ | -------- | -------- | -------- | -------- | -------- | ------------ |
| 2002年     | Like I Love You                  |           | 11           | 5        | 2        | 8        | 16       | 6        | 愛妳無罪     |
| 2002年     | Cry Me A River                   | 3,325,000 | 3            | 51       | 2        | 1        | 1        | 1        |              |
| 2003年     | Rock Your Body                   | 3,366,000 | 5            | 4        | 2        | 1        | 25       | 2        |              |
| 2003年     | Señorita                         |           | 27           | –        | 13       | 6        | 51       | 6        |              |
| 2003年     | I'm Lovin' It                    |           | –            | –        | –        | –        | 50       | –        | 倫敦現場演出 |
| 2006年     | SexyBack（性感反擊）             | 3,945,000 | 1            | 11       | 1        | 1        | 1        | 1        | 愛 未來式    |
| 2006年     | My Love（我的愛）                | 2,630,000 | 1            | 2        | 2        | 3        | 4        | 1        | 愛 未來式    |
| 2006年     | What Goes Around... Comes Around | 295,000   | 1            | TBR      | 44       | TBR      | TBR      | 18       | 愛 未來式    |
|            | 第一名單曲                       |           | 3            | –        | 1        | 3        | 2        | 3        |              |
| 前十名單曲 |                                  | 5         | 3            | 5        | 6        | 3        | 6        |          |              |

### 客串合唱
- 2001年
  - My Kind Of Girl（與布萊恩·麥肯奈特合唱，收錄在《Superhero》專輯中）
  - What It's Like To Be Me（與布蘭妮·斯皮爾斯合唱，收錄於《Britney》專輯中）
- 2002年
  - How Come You Don't Call Me (Remix)（與艾麗西亞·基斯和永生樂團（N.E.R.D）合唱，收錄於《Songs in A Minor : Special Re-Release》中）
- 2003年
  - Where Is the Love?（與黑眼豆豆合作，收錄在《放克大象》（Elephunk）專輯中；但賈斯汀並未列在演唱者名單中）
  - Hootnanny（與Bubba Sparxxx合唱，收錄於《Deliverance》專輯中）
- 2004年
  - Good Foot（與Timbaland合唱，收錄於《鯊魚黑幫》原聲帶）
  - Headsprung (Remix)（與Keri Hilson合唱）
  - Signs（與史努比狗狗合唱）
- 2005年
  - My Style（與黑眼豆豆合作，收錄在《黑色猴門企業》（Monkey Business）專輯中）
  - Floatin（與查理·威爾森、will.i.am合唱，收錄於《Charlie, Last Name Wilson》專輯中）
- 2006年
  - Loose Ends（與Sergio Mendes、Pharoahe Monch、will.i.am合唱，收錄於《Timeless》專輯中）
  - My Style (DJ Premier Remix)（與黑眼豆豆合作，收錄於《Renegotiations: The Remixes》）
- 2007年
  - Night Runner（與杜蘭杜蘭合唱，收錄於《鯊魚黑幫》原聲帶）
- 2008年
  - 4 Minutes（與瑪丹娜合唱，收錄於瑪丹娜2008專輯《Hard Candy》中）
  - Dead And Gone（與T.I.合唱，收錄於 T.I. 2008專輯《Paper Trail》中）
- 2009年
  - Love Sex Magic（與席亞拉合唱，收錄於席亞拉2009專輯《Fantasy Ride》中）
- 2012年
  - Fascinated（與FreeSol合唱，收錄於 FreeSol 2012專輯《No Rules》中）
  - Role Model（與FreeSol合唱，收錄於 FreeSol 2012專輯《No Rules》中）
- 2014年
  - Love Never Felt So Good（與麥可·傑克森合唱，收錄於麥可·傑克森2014專輯《Xscape (Deluxe)》中）

### 音樂錄影帶
| 年份 | 專輯                                    | 標題                                            | 導演              |
| ---- | --------------------------------------- | ----------------------------------------------- | ----------------- |
| 2002 | 愛你無罪（Justified）                   | Like I Love You                                 | Diane Martel      |
| 2002 | 愛你無罪                                | Cry Me a River                                  | Francis Lawrence  |
| 2003 | 烏托邦（Nellyville）                    | Work It （尼力與賈斯汀合唱）                    | Joseph Kahn       |
| 2003 | 愛你無罪                                | Rock Your Body                                  | Francis Lawrence  |
| 2003 | 愛你無罪                                | Señorita                                        | 保羅·亨特         |
| 2003 | 倫敦現場演出                            | I'm Lovin' It                                   | 保羅·亨特         |
| 2005 | R&G (Rhythm & Gangsta): The Masterpiece | Signs （史努比狗狗，與查理·威爾森和賈斯汀合唱） | 保羅·亨特         |
| 2006 | 愛 未來式（FutureSex/LoveSounds）       | SexyBack                                        | Michael Haussman  |
| 2006 | 愛 未來式                               | Let Me Talk To You/My Love (feat. T.I.)         | 保羅·亨特         |
| 2013 | 傲視天下（The 20/20 Experience）        | suit&tie                                        | 大卫·芬奇         |
| 2013 | 傲視天下                                | Mirrors                                         | Floria Sigismondi |
| 2013 | The 20/20 Experience－2 of 2            | TKO                                             | Ryan Reichenfeld  |

## 電影作品
| 年份 | 電影                                                     | 角色                    |
| ---- | -------------------------------------------------------- | ----------------------- |
| 2000 | 教練報到Longshot (film)（Longshot）                      | Valet                   |
| 2000 | 雙面名模（Model Behavior）                               | Jason Sharpe            |
| 2001 | 總有一天戀到你On the Line (film)（On the Line）          | Make-up artist          |
| 2005 | 驚爆頭條內幕（Edison）                                   | Josh Pollack            |
| 2006 | 布魯斯威利之終極黑幫（Alpha Dog）                        | Frankie Ballenbacher    |
| 2006 | 危險性追緝（Black Snake Moan）                           | Ronnie                  |
| 2007 | 史瑞克三世（Shrek the Third）                            | 亞瑟王子（配音）        |
| 2007 | 南方傳奇（Southland Tales）                              | Pvt Pilot Abilene       |
| 2008 | 愛情大師（The Love Guru）                                | Jacques "Le Coq" Grande |
| 2009 | 迢迢父子情（The Open Road）                              | Carlton Garrett         |
| 2010 | 社群網戰（The Social Network）                           | 西恩·帕克               |
| 2010 | 瑜珈熊（Yogi Bear）                                      | 波波熊（配音）          |
| 2011 | 霸凌女教師（Bad Teacher）                                | Scott Delacorte         |
| 2011 | 好友萬萬睡（Friends with Benefits）                      | Dylan                   |
| 2011 | 鐘點戰（In Time）                                        | 威爾薩拉斯              |
| 2012 | 人生決勝球（Trouble with the Curve）                     | Johnny Flanagan         |
| 2013 | 逆轉王牌（Runner Runner）                                | Ricky                   |
| 2013 | 醉鄉民謠（Inside Llewyn Davis）                          | Jim Berkey              |
| 2016 | 流行歌星：永不停歇（Popstar: Never Stop Never Stopping） | Tyrus Quash             |
| 2016 | 魔髮精靈（Trolls）                                       | Branch（配音）          |
| 2017 | 愛情摩天輪（Wonder Wheel）                               | Mickey                  |
| 2020 | 魔髮精靈唱遊世界（Trolls World Tour）                    | Branch（配音）          |
| 2021 | 帕瑪（Palmer）                                           | Palmer                  |
| 2023 | 魔髮精靈：樂團在一起 （Trolls Band Together）            | Branch （配音）         |

## 相關書籍
- Justin Timberlake, The Unofficial Book - Martin Roach 著，英國 Virgin Books 出版，2003年
- Justin, The Biography - Sean Smith 著，英國 Simon & Schuster 出版，2004年

## 外部連結
官方網頁
- 官方網站 （页面存档备份，存于）
- Justin Timberlake的MySpace主頁

傳記或作品介紹
- 賈斯汀 - 新力博德曼音樂網站上的簡介
- Justin Timberlake在互联网电影资料库（IMDb）上的資料（英文）